# STAR (中島美嘉專輯)
STAR，是中島美嘉個人第六張原創專輯。日本地區于2010年10月27日發行。

## 概述
- 上一張專輯「VOICE 美聲嘉音」以後發行的單曲「Over Load」、「CANDY GIRL」、「流星」、「ALWAYS」、「最美好的自己」，加上網絡下載限定配信單曲「SONG FOR A WISH」，各單曲的c/w曲「No Answer」、「SMILEY」、「Memory」、「BABY BABY BABY」、「SPRIAL」收錄於本張專輯內。
- 收錄歌曲14首中有11首先前已經發表過，雖為原創專輯，內容卻較似精選集。
- 2011年4月－7月舉行全國巡迴演唱會。購買初回限定盤可以擁有先行購票的權利。
- 初回限定盤DVD付，「Over Load」、「CANDY GIRL」、「流星」、 「ALWAYS」、「最美好的自己」、「GAME」等6首PV收錄於DVD。
- 為出道至今首張沒有官方中譯名的專輯。
- 因「耳咽管開放症」取消所有宣傳活動以及四場10週年紀念演唱會。
- Oricon榜週間最高位第3位，累積銷量約18萬張。

## 單曲銷量
- Over Load：ORICON最高第8名。銷量約2.6萬張
- CANDY GIRL：ORICON最高第4名。銷量約2.2萬張
- 流星：ORICON最高第10名。銷量約1.8萬張
- ALWAYS：ORICON最高第3名。銷量約4.4萬張
- 最美好的自己：ORICON最高第10名。銷量約3.8萬張

## 收錄曲

### CD
1. ALWAYS
  - 作詞・作曲：百田留衣／編曲：玉井健二・百田留衣
2. 最美好的自己
  - 作詞・作曲・編曲：杉山勝彦
3. BABY BABY BABY
  - 作詞：中島美嘉／作曲：Ryosuke“Dr.R”Sakai／編曲：河野伸
4. Over Load
  - 作詞：中島美嘉／作曲：森元康介／編曲：大川カズト
5. GAME
  - 作詞：中島美嘉／作曲：Kamikaoru・Tomokazu"T.O.M"Matsuzawa／編曲：Tomokazu"T.O.M"Matsuzawa・The Hot Pantz(P.G.L.M)
6. SMILEY
  - 作詞：中島美嘉／作曲：木村篤史／編曲：橋本幸太
7. CANDY GIRL
  - 作詞：宮崎步／作曲：HIPJOINT／編曲：ICEDOWN (´ε｀ )
8. LONELY STAR
  - 作詞：中島美嘉／作曲：藤原信也／編曲：Tomokazu"T.O.M"Matsuzawa
9. No Answer
  - 作詞：中島美嘉／作曲：竹本健一／編曲：田中義人
10. SPRIAL
  - 作詞：宮崎步・中島美嘉／作曲:Red-T／編曲：田中義人
11. Memory
  - 作詞：Lori Fine(COLDFEET)／作曲・編曲：DAISHI DANCE・Tomoharu Moriya
12. 16
  - 作詞：中島美嘉／作曲：葛谷葉子／編曲：齊藤誠
13. 流星
  - 作詞：Kubokenji・田中勇介／作曲／編曲：田中勇介
14. SONG FOR A WISH
  - 作詞・作曲：樋口了一／編曲：清塚信也

### DVD（初回盤附）
1. GAME
2. Over Load
3. CANDY GIRL
4. 流星
5. ALWAYS
6. 最美好的自己